# Navidad en Polonia

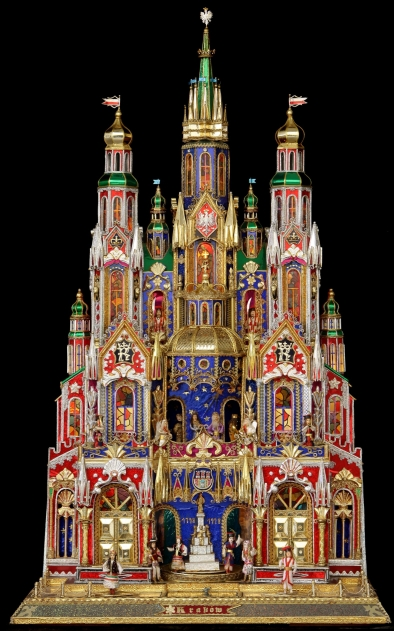
Nacimiento.

La navidad es una de las festividades más importantes en Polonia, así como lo es en la mayoría de los países cristianos. Las tradiciones navideñas se desarrollaron con el paso de los siglos, empezando en la época antigua, donde se combinaron antiguas costumbres paganas con religiosas, traídas a Polonia durante la cristianización por la Iglesia Católica. Posteriormente se dieron intercambios entre las tradiciones locales y folklóricas. Los árboles de Navidad son decorados y encendidos en la víspera de Navidad, además se colocan árboles muy pequeños en espacios públicos y muy lejos de las iglesias.
En polaco la Navidad es llamada «Boże Narodzenie» (literalmente 'el nacimiento de Dios').

## Adviento

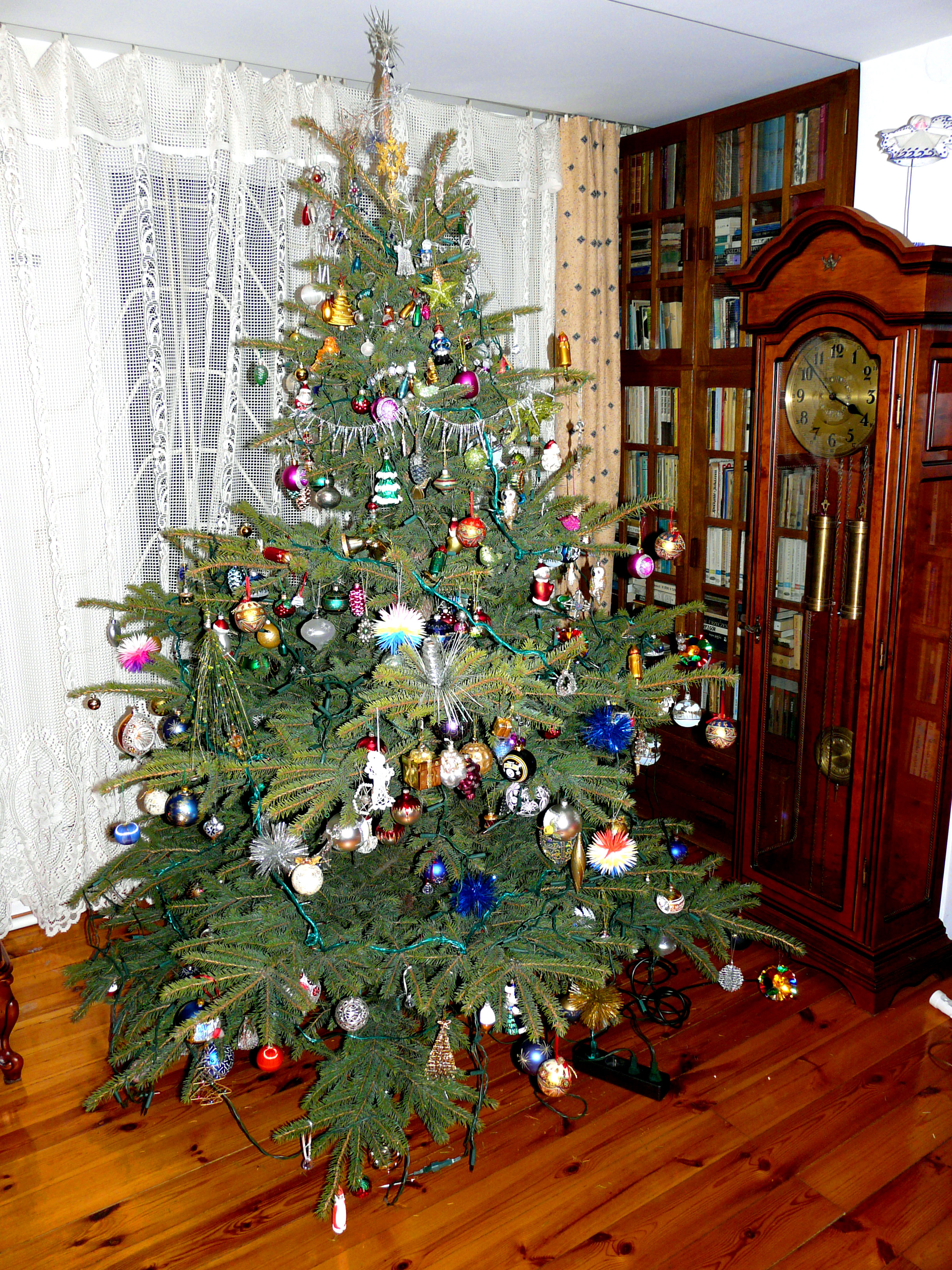
Árbol de Navidad

Entre las celebraciones llevadas a cabo en el hogar durante el Adviento (la espera para la celebración del nacimiento de Jesús) está la preparación de piernik (pan polaco a base de jengibre preparado en Navidad), y adornos navideños. El pierniki (plural de piernik) es elaborado en diferente formas, tales como: corazones, animales y Papá Noel. Papá Noel no es muy importante el día de la Navidad, sin embargo, es venerado el día de su santo, el 6 de diciembre. Visita en secreto a los niños que se portan bien y les deja regalos.
Típicamente los árboles de Navidad son decorados con esferas, guirnaldas y algunos adornos caseros, entre ellos cascarones de huevo pintados, jugosas manzanas rojas, nueces, chocolates de diferentes formas, etcétera. Son encendidos en Nochebuena antes de la cena de Nochebuena llamada wigilia. En la punta de cada árbol se coloca una estrella o un ángel. En muchos hogares, luces de bengala son colgadas en los árboles para darle un ambiente invernal. En ocasiones los árboles se dejan hasta el 2 de febrero, día de la Virgen de la Candelaria.
Durante el Adviento y hasta la Epifanía, o bautismo de Jesús (6 de enero), el «gwiazdory», o peregrinación de los portadores de la estrella en los pueblos. Algunos cantan villancicos, otros recitan versos o colocan «szopki» (belenes), o ‹herody» (nacimientos). Las últimas dos tradiciones están inspiradas por el nacimiento de Jesús o “
«Jaselka». Una tradición única en Polonia es el compartir «oplatek», obleas sin consagrar con imágenes religiosas. Antiguamente la gente llevaba estas obleas de casa en casa deseándole a sus vecinos una Feliz Navidad. Actualmente, las obleas son compartidas con la familia y vecinos cercanos antes de la cena de Nochebuena (Wigilia en polaco). Cuando una persona comparte obleas con otra, estos deben perdonarse los daños ocurridos en el año y desearse felicidad en el año venidero.

## Wigilia, la cena de Nochebuena
En Polonia, la Nochebuena es un día en el que primero se ayuna, y después hay un festín. El festín de Nochebuena empieza con la aparición de la primera estrella. No se sirve carne, en cambio hay pescado, usualmente carpa. La cena, que incluye muchos platillos y postres tradicionales, en ocasiones puede durar hasta dos horas. Después se hace el intercambio de regalos. Al otro día, el día de Navidad, se acostumbra ocuparlo para visitar amigos. En las tradiciones polacas, la gente combina religión y cercanía familiar durante Navidad. Sin embargo el obsequiar regalos es muy importante en la celebración, aunque se da mayor importancia a la preparación de platillos y a la decoración.
En la noche de la víspera de Navidad, es muy importante la aparición de la Estrella de Belén, que se le ha dado el nombre de «pequeña estrella» o Gwiazdka (la contraparte femenina de Papá Noel). En la tarde de ese día, los niños miran el cielo esperando ansiosamente gritar: «¡La estrella ha llegado!» Solamente hasta que aparece, los miembros de la familia se pueden sentar en la mesa.
De acuerdo con la tradición, se esparce un poco de paja debajo del mantel como recordatorio de que Cristo nació en un pesebre. Otros colocan dinero debajo del mantel de cada invitado para desearles prosperidad en el año venidero.  Algunos superticiosos sientan a solo una cantidad de personas alrededor de la mesa. En muchos hogares un asiento vacío es dejado simbólicamente en la mesa para el Niño Jesús, o para un vagabundo que pueda necesitar comida, o para un familiar fallecido que pueda venir y deseé compartir la cena. 
La cena comienza con la ruptura del oplatek (obleas). Todos en la mesa rompen una pedazo y lo comen en señal de su unión con Cristo. Después comparten una pieza con cada integrante de la familia. Existe una tradición entre algunas familias de servir doce platillos diferentes en Wiligia para simbolizar a los doce apóstoles, o tal vez, un número impar de platillos para la buena suerte (usualmente cinco, siete, o nueve).
Una cena tradicional de Wigilia incluye carpa frita y barszcz (sopa de betabel) con uszka (ravioles). En Polonia el pez carpa es fundamental en la cena de Nochebuena; filete de carpa, àspic de carpa, etc. Las comidas polacas más comunes en Navidad son el Pierogi y también algunos platos a base de arenque y para el postre, Makowiec o tallarines con semillas de amapola. Habitualmente, se elabora una compota de frutos secos para las bebidas.
En lo que resta de la noche se cantan y cuentan historias alrededor del árbol de Navidad. En algunas partes del país, a los niños les dicen que “La pequeña estrella” trae los regalos. Mientras los regalos son desenvueltos, los coristas van de casa en casa recibiendo dulces durante el camino.
La Nochebuena termina con Pasterka, la misa de media noche en la iglesia local. La tradición conmemora la llegada de los tres reyes magos a Belén, su muestra de respeto y atestiguamiento del nacimiento del mesías. La costumbre de la misa en Nochebuena fue introducida en las iglesias cristianas después de la segunda mitad del quinto siglo. En Polonia esas costumbres llegaron a la par de la cristiandad. El siguiente día (25 de diciembre) empieza con misas matutinas seguidas de misas a lo largo del día. De acuerdo a las escrituras, en el día de Navidad las misas son intercambiables, permitiendo una gran flexibilidad al momento de elegir los servicios religiosos para los creyentes.

## Kolędy, los villancicos
Los villancicos en Polonia son entonados hasta que inicia la misa de Navidad, llamada Pasterka celebrada entre el 24 y 25 de diciembre, y después de ésta. La temporada navideña usualmente dura hasta el 2 de febrero. Los antiguos himnos cantados en la Iglesia Católica fueron traídos a Polonia por la Orden Franciscana en la Edad Media. La antigua música navideña era de origen latino. Cuando las letras y melodías polacas comenzaron a popularizarse, se incluyeron nuevos seculares pastorales, estas no fueron escritas, más bien enseñadas de memoria entre las personas. Notablemente, la canción Bóg się rodzi (Dios ha nacido) con letra escrita por Franciszek Karpiński, en 1972 durante la corte del Rey Esteban I Báthory se convirtió en el Himno Navideño de Polonia. Muchos de los antiguos villancicos fueron recolectados en 1838 por Rev Mioduszewski en un libro llamado Pastorałki i Kolędy z Melodiami (Pastorales y villancicos con melodía).

## Decoraciones navideñas polacas artesanales
Polonia produce algunas de las más finas decoraciones navideñas en vidrio soplado de Europa. Las familias y coleccionistas valoran estas decoraciones por su gran calidad, trabajo artesanal, y diseños únicos.
Las decoraciones navideñas de vidrio soplado polacas son fabricadas generalmente en invierno. Las tiendas modernas de vidrio y fábricas tienden a estar localizadas en las regiones sur de Polonia.